# Kallbadhuset i Ulricehamn

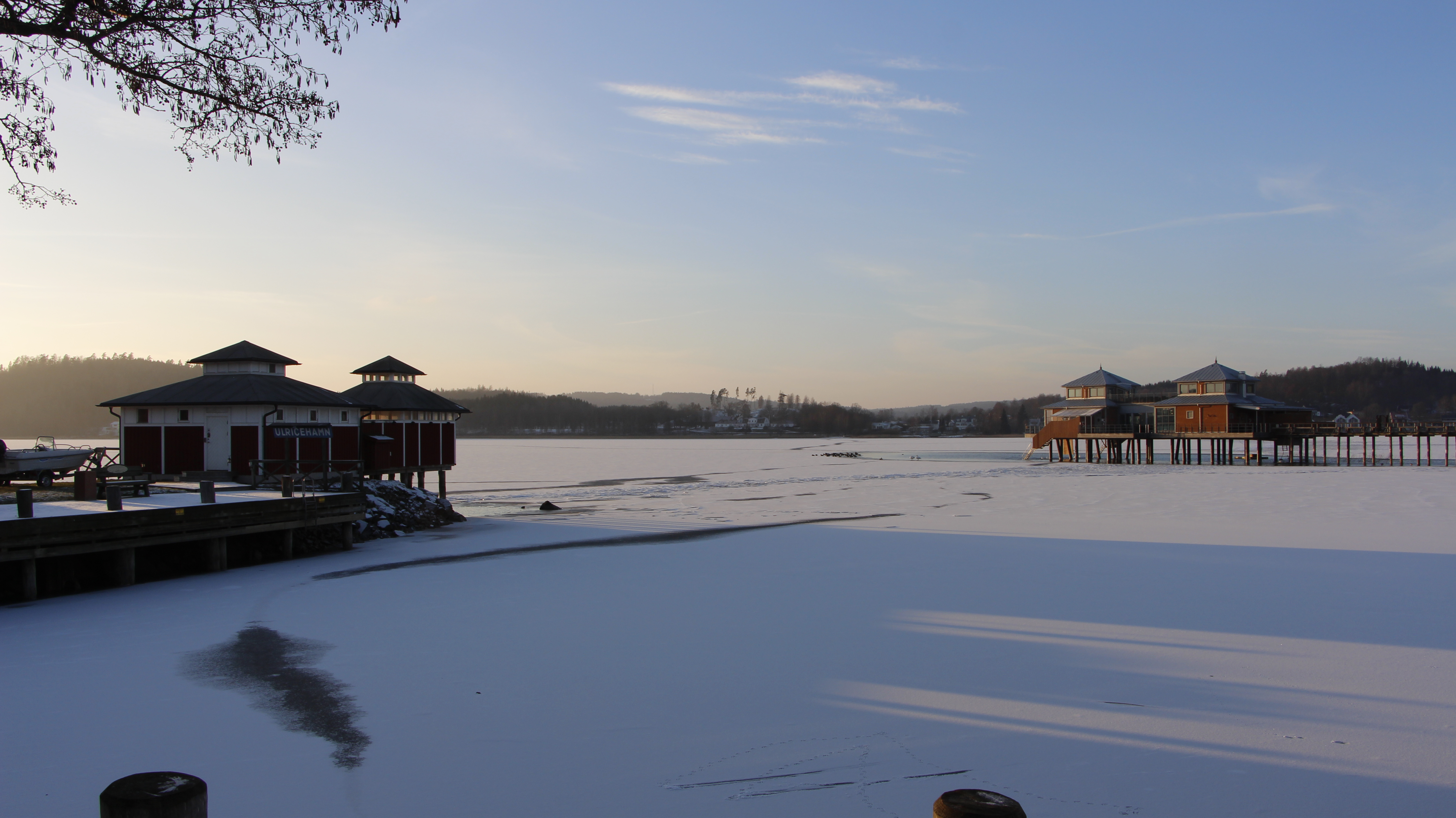
Kallbadhuset Ulricehamn

Kallbadhuset i Ulricehamn är ett kallbadhus i Ulricehamn i Västergötland. Kallbadhuset är byggt på pålar i sjön Åsunden i centrala staden. Badhuset öppnade 2008. 
Det ägs och drivs av Ulricehamns Kallbadhusförening som grundades 2005.

## Äldre föregångare
Badhuset har haft två äldre föregångare. Ett första kallbadhus fanns vid Fiskebacken vid Åsunden mellan 1871 och 1904. Ett nytt kallbadhus byggdes därefter 1909. Detta badhus användes fram till 1945 då det revs.

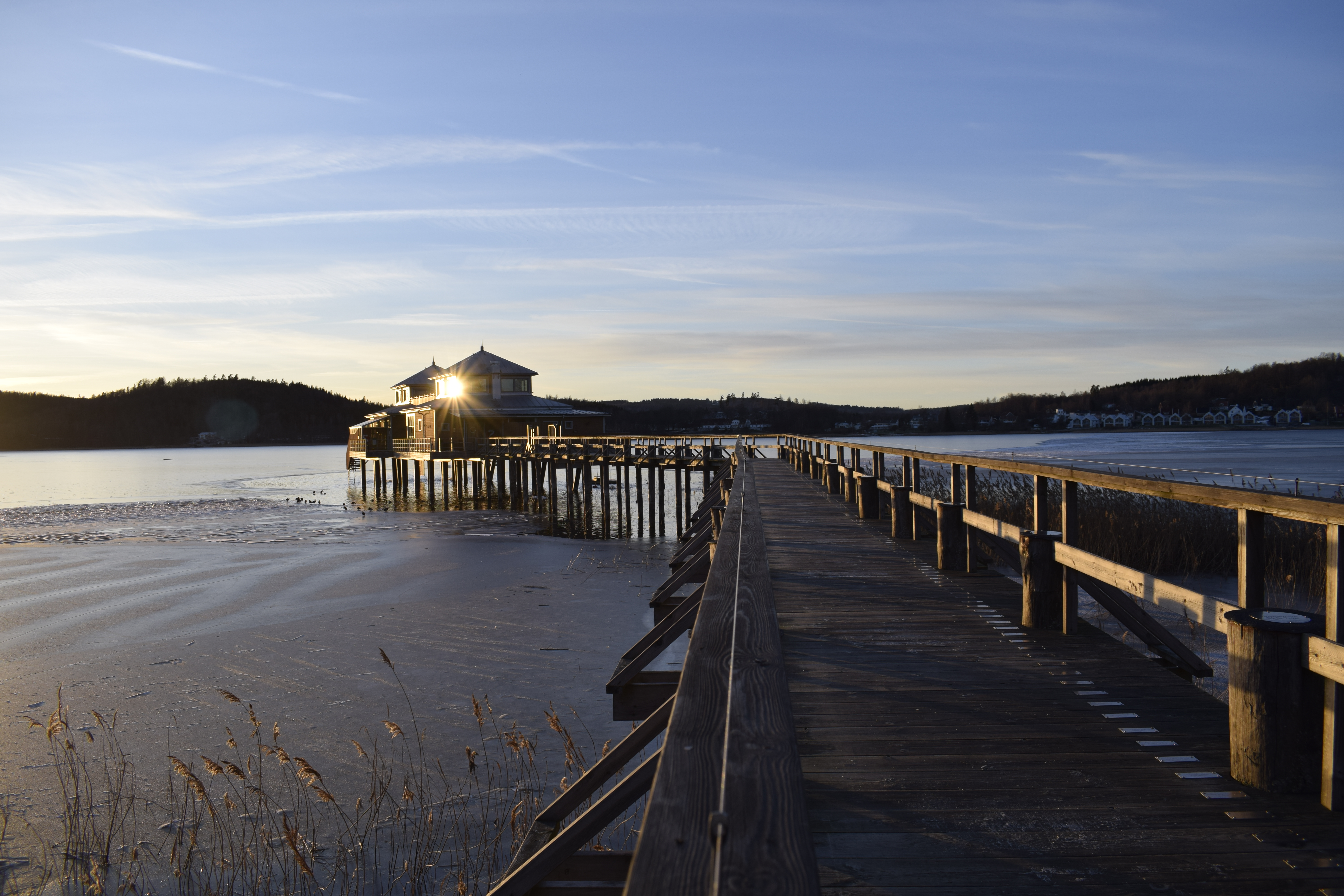
Ulricehamns kallbadhus